# Orsino Benintendi
Orsino Benintendi (Firenze, 1420 circa – Firenze, 1498) è stato uno scultore italiano.

## Biografia

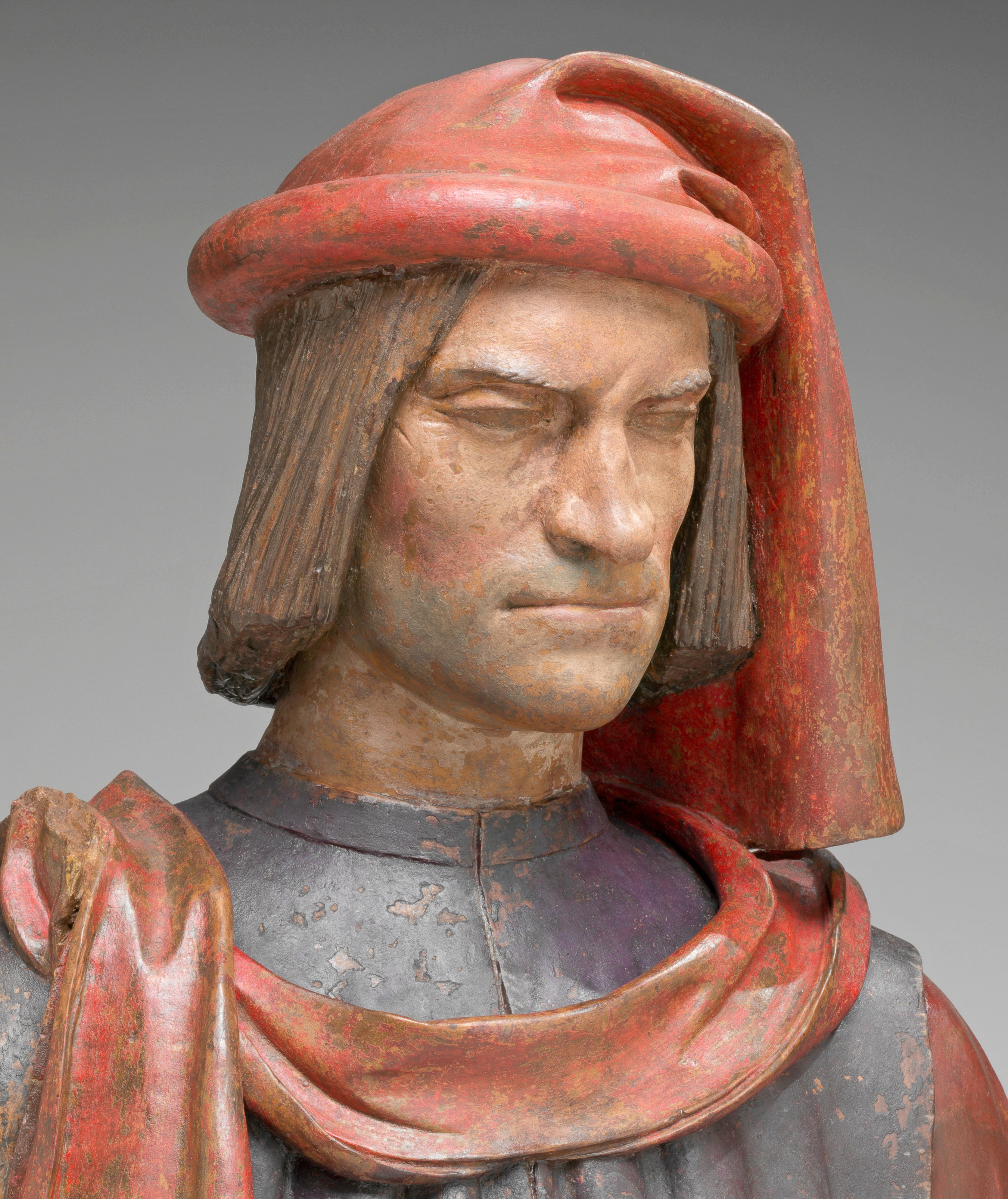
Lorenzo De Medici

Orsino di Zanobio Benintendi apparteneva ad un'antica famiglia fiorentina che abitava nel quartiere di Santa Croce. Famiglia consacrata alla lavorazione delle statue in cera; nominati per questo famiglia dei "Ceraiuoli" o dei "Fallimagini". Arte oggi nota come ceroplastica.
Nato presumibilmente nei primi decenni del 1400 entrò a bottega del Verrocchio nel 1440 circa, dopo un primo apprendistato nella bottega artigiana di famiglia, la quale realizzava ex voto per i fedeli che si recavano nelle principali chiese di Firenze.
Gli ex voto (chiamati all’epoca “boti”), si caratterizzavano per essere di diverse misure, ricreando i soggetti anche a grandezza naturale; i fedeli erano adusi a portare il loro ritratto devozionale all’interno delle cappelle fiorentine, le quali venivano finemente dipinte nelle parti dell’incarnato e delle mani con biacca e minio e spesso era provvista di parrucca o i capelli erano tinti con nero di carbone, e rivestite con indumenti.
In particolare vi era usanza per i pellegrini in visita alla Santissima Annunziata, che si recavano ad ammirare il miracoloso dipinto dell’Annunciazione, portare sculture in cera ritraente il proprio ritratto per lasciarle nell’atrio del santuario mariano.
Così come sin dal 1200 venivano portati in dono alla Madonna della chiesa di Orsanmichele ex voto in cera al posto di quelli più costosi in oro o argento; diventando Firenze nel 1400 un importante riferimento per la ritrattistica espressa con gli ex voto, così come scriveva Benedetto Dei: «Qual città v'è o qual fu mai al mondo, non si troverrà, né trovar puossi maestri d'imagine di ciera al pari di questi che sono oggidì nella città di Firenze. E l'Annunziata lo diha a tutto!»

## Firma
Con l’apprendistato alla bottega del Verrocchio l’arte degli ex voto di Orsino stava passando da lavoro artigianale a vera e propria arte, tanto che Orsino iniziò a firmare le proprie opere con un O grande con una R dentro e una croce sopra, ad indicare di provenire dal quartiere di Santa Croce. Lo stesso Orsino che eseguì i "boti", in seguito alla congiura dei Pazzi nel 1478, di tre ritratti devozionali di Lorenzo il Magnifico, in misure naturali, con l'ossatura in legno e con capelli. Di tale opera si conserva il busto in terracotta eseguito presso la bottega del Verrocchio sulla base del busto di cera realizzato da Orsino. Su tali ex voto inoltre vi era quasi sempre oltre la firma dell’artista anche il nome del fedele e l’anno del visita al santuario. 

## Opere
Purtroppo, in seguito ai lavori eseguiti per la chiesa della Santissima Annunziata di Firenze, le varie statue di cera, tolte dai palchi e poste nel cortile lentamente si sciolsero e l’arte di Orsino Benintendi si perse.
Dell’arte di Orsino ci viene tramandato uno scritto del Vasari che scrive: «Dopo si cominciò al tempo [di Verrocchio] a formare le teste di coloro che morivano, con poca spesa; onde si vede in ogni casa di Firenze sopra i camini, usci, finestre e cornicioni, infiniti di detti ritratti, tanto ben fatti e naturali che paiono vivi. […] si cominciò al tempo d'Andrea a fargli in molto miglior maniera, perché avendo egli stretta dimestichezza con Orsino ceraiuolo, il quale in Fiorenza aveva in quell'arte assai buon giudizio, gli incominciò a mostrare come potesse in quella farsi eccellente».
Le sole testimonianze rimate degli ex voto deposti all’interno delle chiese fiorentine relative al XV e XVI secolo sono quelle realizzate nelle sculture murate nelle chiese, come ad esempio l’autoritratto devozionale dello scultore Francesco Giamberti, detto Francesco da Sangallo, nella chiesa di Santa Maria Primerana a Fiesole (1542), firmato e datato dallo stesso artista.
Orsino morì in Firenze nel 1498 in Firenze, dopo di lui perirono anche le sue opere ricordate dal Vasari, lasciate dai pellegrini e viandanti all'interno della cappella degli ex voto della chiesa della Santissima Annunziata di Firenze; in cui ancora oggi vi sono conservati molti oggetti votivi di diversa natura.